# 吸收速率常数
吸收速率常数Ka是药代动力学中的参数，用于描述药物进入体内系统速率的值。它以时间单位的倒数表示。 Ka与吸收半衰期(t1/2a ) 相关，计算公式如下：Ka = ln(2)/t1/2a 。
Ka的值通常只能在文献中查询到。而生物利用度和消除半衰期等参数通常可以在药物说明书或药理学手册中查到。